# Strzelce Dolne
Strzelce Dolne – (niem. Nieder Strelitz) wieś sołecka w Polsce, położona w województwie kujawsko-pomorskim, w powiecie bydgoskim, w gminie Dobrcz.

## Podział administracyjny
W latach 1975–1998 miejscowość administracyjnie należała do województwa bydgoskiego.

## Demografia
Według danych Urzędu Gminy Dobrcz (31.12.2023 r.) miejscowość liczyła 211 mieszkańców.

## Święto Śliwki
Miejscowość jest znana ze Święta Śliwki, które odbywa się corocznie (począwszy od roku 2001), w pierwszy bądź drugi weekend września (przez pierwszych kilka lat była to impreza jednodniowa, zaś od 2006 roku trwa dwa dni). Imprezę odwiedza co roku ok. 15 tys. osób. Pomysłodawcą imprezy, mającej na celu pokazanie tradycji smażenia powideł z przełomu XIX i XX w. są właściciele miejscowego gospodarstwa agroturystycznego Anna i Jan Iwanowscy. Organizatorem imprezy od 2014 roku jest Stowarzyszenie Strzelecka Dolina, funkcjonujące wcześniej nieformalnie. Wytwarzane w miejscowości powidła strzeleckie znajdują się na liście produktów tradycyjnych prowadzonej przez Ministerstwo Rolnictwa.
| Rok  | Edycja | Data imprezy  |
| ---- | ------ | ------------- |
| 2001 | I      | bd.           |
| 2002 | II     | bd.           |
| 2003 | III    | bd.           |
| 2004 | IV     | bd.           |
| 2005 | V      | 3 września    |
| 2006 | VI     | 9-10 września |
| 2007 | VII    | 8-9 września  |
| 2008 | VIII   | 6-7 września  |
| 2009 | IX     | 5-6 września  |
| 2010 | X      | 4-5 września  |
| 2011 | XI     | 3-4 września  |
| 2012 | XII    | 1-2 września  |
| 2013 | XIII   | 7-8 września  |
| 2014 | XIV    | 6-7 września  |
| 2015 | XV     | 5-6 września  |
| 2016 | XVI    | 3-4 września  |
| 2017 | XVII   | 2-3 września  |
| 2018 | XVIII  | 1-2 września  |
| 2019 | XIX    | 7-8 września  |
| 2020 | XX     | 5-6 września  |
| 2021 | XXI    | 4-5 września  |
| 2022 | XXII   | 3-4 września  |
| 2023 | XXIII  | 2-3 września  |
| 2024 | XXIV   | 7-8 września  |

## Dawne cmentarze
Na terenie wsi zlokalizowane są dwa nieczynne cmentarze ewangelickie.

## Powodzie
Na znajdującym się we wsi przepuście drogowym, znajduje się znak wysokiej wody z 28 marca 1888.